# Christian Collardot
Christian André Roger Raymond Collardot (* 5. Juli 1933 in Chartres; † 11. Juni 2011 in La Celle-Saint-Cloud) war ein französischer Weitspringer.
Bei den Olympischen Spielen 1960 in Rom wurde er Sechster mit 7,68 m.
1959 wurde er Französischer Meister. Am 24. September 1960 stellte er mit 7,73 m einen nationalen Rekord auf, der 1962 von Ali Brakchi gebrochen wurde.